# مارتن ج. شيروين
مارتن جاي شيروين (بالإنجليزية: Martin Jay Sherwin؛ 2 يوليو 1937 – 6 أكتوبر 2021) كان مؤرخًا أمريكيًا. تتعلق أغلب دراسته بتاريخ الأسلحة النووية وانتشار الأسلحة النووية. عمل في هيئة التدريس في جامعة برينستون، وجامعة بنسيلفانيا، وجامعة كاليفورنيا، جامعة بيركلي، وأستاذ والتر ديكسون للغة الإنجليزية والتاريخ الأمريكي في جامعة تافتس، حيث أسس مركز تاريخ العصر النووي والعلوم الإنسانية.

## وصلات خارجية
- مارتن ج. شيروين على موقع IMDb (الإنجليزية)